# 프란티셰크 카베를레 (1973년)
프란티셰크 카베를레(체코어: František Kaberle, IPA: [ˈfrancɪʃɛk ˈkabɛrlɛ], 1973년 11월 8일~)는 체코의 은퇴한 아이스하키 선수로 포지션은 수비수이다. 내셔널 하키 리그(NHL)의 로스앤젤레스 킹스, 애틀랜타 스래셔스, 캐롤라이나 허리케인스 소속으로 활약했으며, 특히 2006년에 캐롤라이나 허리케인스 소속으로 스탠리 컵 우승을 차지했다.
국제 대회에서는 체코 국가대표 선수로 활약했고, 1993년부터 2006년까지 185경기에 출전하여 43득점(20골+23어시스트)을 기록했다. 2006년 동계 올림픽에서 동메달을 획득했으며, 세계 아이스하키 선수권 대회에 10회 참가하여 금메달 5개를 획득했다. 아버지인 프란티셰크 1세와 동생인 토마시도 아이스하키 선수로 활동했다.